# Los Torrejones
Los Torrejones es un yacimiento arqueológico romano situado a 3 km al este de Yecla, que data del siglo I a. C. al siglo IV d. C., extendiendo la ocupación en la villa hasta el siglo VI de nuestra era.
Es una de las cinco villas rústicas romanas encontradas en esa zona (Los Torrejones, El Pulpillo, Marisparza, Casa de la Ermita y Fuente del Pinar) de aproximadamente más de 4 kilómetros cuadrados, la cual se caracterizaba por ser un sector de explotación agraria dedicado al cultivo de la vid y el olivo.

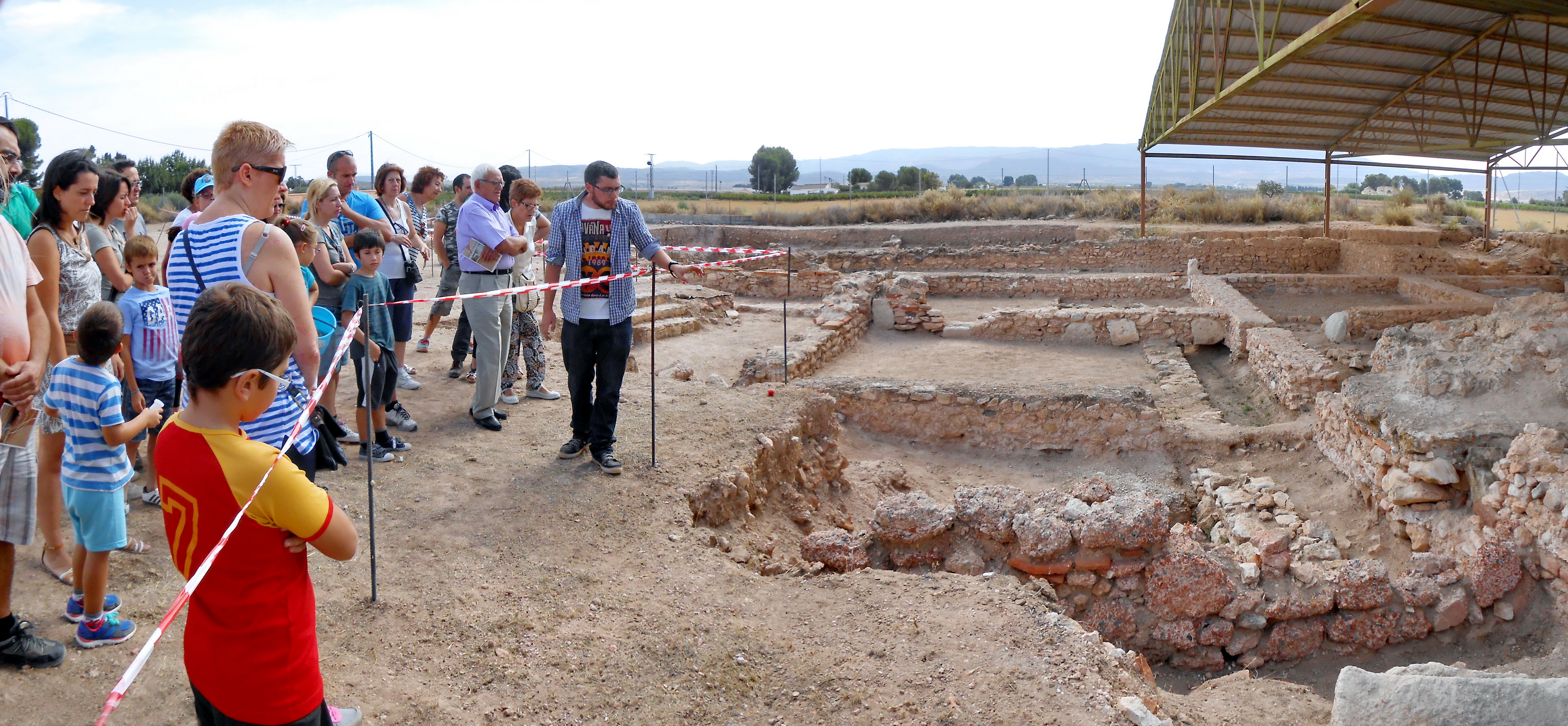
Los Torrejones

## Historia
Los descubrimientos realizados en el yacimiento muestran que, durante los siglos I y II d. C., las ocupaciones fueron romanas. En la villa las ocupaciones se extenderían desde la época ibérica, siglos V-IV a. C., hasta la Edad Media (siglo XIII) al final de la dominación mora.
Los arqueólogos, mediante el estudio de las estructuras y el material que han encontrado, han dividido en fases la villa descubriendo un aumento en la población romana de Los Torrejones durante los dos primeros siglos de nuestra era, posteriormente unas reformas en las construcciones durante el siglo IV, y un abandono de esta villa en el siglo V d. C. Durante la dominación islámica en los siglos XI al XII se construyeron en una parte de la villa unos muros con la técnica tradicional del tapial. Finalmente fue abandonada en el siglo XIII.

## Descubrimientos
En 1847 comenzaron las primeras excavaciones en la zona, cuyas primeras piezas fueron estudiadas y almacenadas en el Museo Arqueológico del Colegio Politécnico Calasancio de Yecla. Desde entonces se originaron una serie de hallazgos que abarcan desde el año 1957, con un mosaico que data del siglo IV, hasta los años 1999 y 2007, en que se dibuja gran parte del terreno de Los Torrejones apareciendo distintas piletas de piedra, que se asocian a baños termales romanos, las distintas separaciones de ambientes, tanto para los señores propietarios y otros para la mano de obra, fragmentos de cerámicas romana, bajorrelieves en mármol, mosaicos con decoración vegetal, capiteles, columnas, entre otros. Frente a la magnitud de esta villa, el Ayuntamiento de Yecla compró los terrenos para las excavaciones, adecuó la zona para las visitas y se encarga de la conservación de todos los descubrimientos en el Museo Arqueológico de Yecla.
Uno de los últimos hallazgos más significativos en la villa es el busto del emperador Adriano, del siglo II, nacido en Itálica (ciudad romana ubicada en el municipio de Santiponce, Sevilla, en Andalucía). 
El descubrimiento se realizó el 3 de noviembre de 2014, por un grupo de arqueólogos a cargo de Liborio Ruiz Molina, en una de las estancias, supuestamente destinada a una función cultural y de culto al emperador, de Los Torrejones. El busto de mármol, extraordinariamente bien preservado, se presentó en Murcia por el Consejero de Cultura y se encuentra expuesto al público en el Museo Arqueológico Municipal de Yecla.